# Ensayara angustipes
Ensayara angustipes is een vlokreeftensoort uit de familie van de Endevouridae. De wetenschappelijke naam van de soort is voor het eerst geldig gepubliceerd in 1978 door Ledoyer.